# Тапакуло високогірний
Тапакуло високогірний (Scytalopus griseicollis) — вид горобцеподібних птахів родини галітових (Rhinocryptidae).

## Поширення
Поширений в Андах на півночі Колумбії та північному заході Венесуели, а також у центрі східних Анд в Колумбії. Мешкає у підліску вологих високогірних лісів та їх узліссях, а також гірських заростях, переважно на висоті від 2000 до 3300 метрів над рівнем моря.